# Palotás Dezső
Palotás Dezső (Kolozsvár, 1951. március 11. – Budapest, 1999. március 7.) erdélyi magyar költő, író, grafikus.

## Élete
Szülővárosában érettségizett 1972-ben, utána a kolozsvári Ion Andreescu Képzőművészeti Főiskola grafikai szakán szerzett diplomát (1976). Egy ideig segédmunkás egy közszállítási vállalatnál, majd négy éven át líceumi tanár Gyulakután és Erdőszentgyörgyön. 1983 októberétől 1984 januárjáig A Hét próbaidős szerkesztője, ezután hat hónapig éjjeliőr, utána szabadfoglalkozású.
1988-ban Magyarországra költözött, ahol szépirodalmat már nem publikált. Újságíróként és parlamenti tudósítóként dolgozott, illetve karikatúrái jelentek meg különböző lapokban. Ezeken kívül pedig rajzot oktatott a Vajda Péter általános iskolában.

## Munkássága
Első írását az Igazság közölte 1963-ban. Versei, prózai írásai, könyvbírálatai, publicisztikái az Echinox, Utunk, Korunk, A Hét, Igaz Szó, Új Élet, Napsugár hasábjain, Magyarországon az Élet és Irodalomban és a Magyar Nemzetben jelentek meg. Szerepelt a Varázslataink, Kimaradt Szó, Ötödik évszak, Bábel tornyán, Egyszer mindenkit szólítanak című antológiákban (1974–1984); Martos Gábor Marsallbot a hátizsákban című könyve (1994) antológiarésze kilenc versét közli.
Forrás-kötete, a Negyedik kívánság 1979-ben jelent meg, ezt követte Incidens című verseskötete. Az irodalomtörténeti besorolás szerint a "harmadik Forrás-nemzedék"-hez tartozik, amely az akkori Gaál Gábor Körből nőtte ki magát, s fórumának a kolozsvári főiskolások Echinox című folyóiratát és a Szőcs Géza szerkesztette Fellegvárt tekintette, de egyébként tagadta nemzedék voltát, s csupán annyiban vállalta a közösséget, hogy amint maga fogalmazott „mindenki mást akart, de mindenki ugyanazt nem akarta”. Tematikája, nyelvhasználata és formavilága egyaránt újdonságértékű. A groteszk és az irónia átfogó szervezőelve meghatározza a műfajválasztást (angol limerick), a különben „tökéletes biztonsággal kezelt »klasszikus« versformák”, a hagyományos műfajok lebontását (Martos Gábor), aminek legfőbb eszköze az egymástól elütő, gyakran alantas nyelvi elemek beemelése a klasszicizáló műfaji keretbe. Az ő egyik versére (A szekér alatt) utalva állapítja meg Martos Gábor: „... a fiatal költők egyikében-másikában kifejezett törekvés tapasztalható arra, hogy egyes műveikben minél »tökéletesebben« adják vissza az Erdélyben sajnos mind szélesebb körben valóban tragikusan romló állapotú beszélt magyar nyelvet.” A nyelvteremtő erő és a képzőművészetre jellemző plaszticitás révén is azt az írói magatartást képviseli, amely felülvizsgál és elutasít minden sztereotípiát, értelmét vesztett rítust. Saját gondolati teljesítménye sem mentesül a kritikától, innen írásainak sajátos kutató-önfelszámoló jellege.
A nyolcvanas évek elején teljesen felhagyott a költészettel. Két elbeszélőkötetében ugyanaz a teljes értékvesztést mutató világkép nyilvánul meg, hagyományosabb műfaji keretben. Elsődleges témája a felnőtté válással járó illúzióvesztés és a pályakezdő értelmiségiek értékválsága. A beletörődés a meghatározó, a nyelvi játékok ellensúlyozó hatása csökken, a szövegen eluralkodnak az ábrázolt világ törvényei. „Meggyőződésem vallja később Martos Gábornak , hogy csak elhatározás vagy a véletlen kérdése, hogy ki hogyan fejezi ki magát; inkább ikonográfiai téren, vagy inkább a nyelvet választja.”
Az általa eredetileg választott önkifejezési formához való visszatérését így indokolja: „Körülbelül tíz évig nem foglalkoztam grafikával sem; akkor kezdtem újra eredeti mesterségemet űzni, amikor 1986-ban teljes közlési és foglalkoztatási tilalom alá kerültem.”
Képzőművészként egyetlen alkalommal mutatkozott be, 1975-ben a Korunk Galériában.

## Irodalmi művei
- Negyedik kívánság. Vázlatok és illusztrációk meg nem írt versekhez; Kriterion, Bukarest, 1979 (Forrás)
- Incidens. Egyenlő és egyenlőtlen sorokba tördelt, rímes és rímtelen szövegek; Kriterion, Bukarest, 1982
- A ház (novellák), Dacia, Kolozsvár, 1983
- Ég veled, pokol leánya (novellák), Kriterion, Bukarest, 1985